# اندرو مک‌کاوی
اندرو مک‌کاوی (انگلیسی: Andrew McCowie; ۶ ژانویهٔ ۱۸۷۶ – ۱۵ نوامبر ۱۹۵۷) بازیکن فوتبال اهل بریتانیا بود.
از باشگاه‌هایی که در آن بازی کرده‌است می‌توان به باشگاه فوتبال آرسنال و باشگاه فوتبال لیورپول اشاره کرد.